# В'єт і Нам
В'єт і Нам (в'єт. Trong lòng đất), або Việt and Nam, — це романтична драма 2024 року, створена сценаристом та режисером Міном Куї Чионгом. У фільмі з Ті Нга Нгуєном і Даніелем В'єтом Тунгом Ле в головних ролях розповідається про двох закоханих шахтарів, які мріють про краще життя, поки їх не розлучають. Фільм заборонений у В'єтнамі.
Світова прем'єра фільму відбулася в секції Особливий погляд Каннського кінофестивалю 2024 року, де він був номінований на нагороду Queer Palm. Північноамериканська прем'єра фільму відбулася на 49-му Міжнародному кінофестивалі в Торонто в програмі Довжини хвилі, також фільм був відібраний у Головну таблицю 62-го Нью-Йоркського кінофестивалю. Його також було відібрано для кінофестивалю MAMI Mumbai Film Festival 2024 у розділ Світове кіно.

## Сюжет
2001 рік. В'єт і Нам працюють на вугільній шахті та закохані один в одного. Вони можуть зустрічатися лише в найглибших закуточках копальні під землею, оскільки такі стосунки нелегальні у В'єтнамі. Нам вирішує покинути країну, використовуючи дуже ризиковану нелегальну схему виїзду. Але до того як поїхати, він хоче розв'язати таємницю пов'язану з його татом, солдатом що загинув під час війни багато років тому, але тепер постійно являється у його сни. Разом з матір'ю Хоа, бойовим товаришем тата Ба і В'єтом, Нам відправляється до місця біля кордону, де, ймовірно, знаходиться тіло тата Нама. По дорозі вони зустрічають іншу групу, яка теж шукає свого померлого родича. Цій групі допомагає жінка-ясновидець.

## Акторський склад
- Тхань Хай Фам / Зуй Бао Дінь Дао — Нам / В'єт
- Ті Нга Нгуєн — Хоа
- Даніель В'єт Тунг Ле — Ба

## Рецепція

### Критика
На агрегаторі Rotten Tomatoes фільм має 18 позитивних відгуків критиків, середній рейтинг — 7,5/10. Metacritic, який використовує середньозважену оцінку, поставив фільму 80 зі 100 балів на основі 6 відгуків, вказуючи на загалом схвальні рецензії.

### Нагороди
| Премія                                  | Рік  | Категорія                    | Номінований   | Результат | Прим.         |
| --------------------------------------- | ---- | ---------------------------- | ------------- | --------- | ------------- |
| Азіатсько-Тихоокеанські премії          | 2024 | Найкраща операторська робота | Син Дон       | Номінація | [ 12 ]        |
| Каннський кінофестиваль                 | 2024 | Особливий погляд             | Мін Куї Чионг | Номінація | [ 13 ] [ 14 ] |
| Каннський кінофестиваль                 | 2024 | Queer Palm                   | Мін Куї Чионг | Номінація | [ 15 ]        |
| Мюнхенський кінофестиваль               | 2024 | Премія CineRebels            | Мін Куї Чионг | Перемога  | [ 16 ]        |
| Міжнародний кінофестиваль QCinema       | 2024 | Найкращий фільм              | В'єт і Нам    | Перемога  | [ 17 ]        |
| Сингапурський міжнародний кінофестиваль | 2024 | Найкращий режисер            | Мін Куї Чионг | Перемога  | [ 18 ] [ 19 ] |
| Сингапурський міжнародний кінофестиваль | 2024 | Премія FIPRESCI              | В'єт і Нам    | Перемога  | [ 18 ] [ 19 ] |
| Бангкокський кінофестиваль              | 2024 | Премія журі                  | Мін Куї Чионг | Перемога  | [ 20 ]        |